# Senatus consultum ultimum
Senatus consultum ultimum или Последно решение на Сената или накратко SCU e латинското понятие за решение за Държавно извънредно положение в късната Римска република, наредено от Сената.
Това решение дава право на двата консула да преприемат всичко, за да предпазят държавата от опасност. („Videant consules, ne quid res publica detrimenti capiat“). Правата са описани в De coniuratione Catilinae 29,3 на Салустий.
14 сигуррни SCU:
- 121 пр.н.е. против Гай Семпроний Гракх и Фулвий Флак
- 100 пр.н.е. против Луций Апулей Сатурнин и Гай Сервилий Главция
- 83 пр.н.е. против Луций Корнелий Сула Феликс
- 77 пр.н.е. против Марк Емилий Лепид
- 63 пр.н.е. против Луций Сергий Катилина
- 62 пр.н.е. против Метел Непот
- 52 пр.н.е. против протестите след убийството на Публий Клодий Пулхер
- 49 пр.н.е. против Гай Юлий Цезар
- 48 пр.н.е. против Марк Целий Руф
- 47 пр.н.е. против Требелий и Публий Корнелий Долабела
- 43 пр.н.е. против Марк Антоний
- 43 пр.н.е. против Октавиан
- 43 пр.н.е. за Октавиан като обратно вземане на предишното и като частването му
- 40 пр.н.е. за осъждането на Квинт Салвидиен Руф Салвий